# Michael Radford
Michael Radford (Nueva Delhi, India; 24 de febrero de 1946) es un director y guionista inglés.

## Biografía
De madre austríaca judía y padre inglés, se crio fundamentalmente en Oriente Próximo.

## Trayectoria
Se licenció en la National Film School en 1974, donde emprendió su labor como realizador. Al principio se dedicó a hacer una serie de documentales para la BBC en Escocia, tras lo cual se pasó a los largometrajes, siendo su ópera prima la exitosa Another Time, Another Place (1983), que acabó siendo seleccionado para la Quincena de Realizadores del Festival de Cannes de 1983.
Ganó reconocimiento por su adaptación de la novela distópica de George Orwell, 1984 (Nineteen Eighty-Four), que estrenó en ese mismo año, 1984. Posteriormente escribió Il Postino, junto a Massimo Troisi, película que estrenó en 1994 y por la cual recibió múltiples reconocimientos, incluyendo una candidatura al Óscar y el premio BAFTA al mejor director.

## Filmografía
- Van Morrison en Irlanda (Van Morrison in Ireland) (1980) – Director (documental)
- The White Bird Passes (1980) – Director (TV)
- Otro tiempo, otro lugar (Another Time, Another Place) (1983) – Director/Guionista
- 1984 (Nineteen Eighty-Four) (1984) – Director/Guionista
- Pasiones en Kenia (Pasión Incontrolable) (White Mischief) (1987) – Director/Guionista
- El cartero (y Pablo Neruda) (Il postino) (1994) – Director/Guionista
- B. Monkey (1998) – Director/Guionista
- Dancing at the Blue Iguana (2000) – Director/Guionista/Productor
- Ten Minutes Older: The Cello (2002) – Director/Guionista
- El mercader de Venecia (The Merchant of Venice) (2004) – Director/Guionista
- Un plan brillante (2007) – Director
- Michel Petrucciani (2011) – Director (Documental)
- Hotel Lux (2011) – Director
- La mula (2012) – Guionista/Coproductor
- Elsa & Fred (2014) – Director/Guionista

## Premios y distinciones
Premios Óscar
| Año  | Categoría                     | Película                  | Resultado |
| ---- | ----------------------------- | ------------------------- | --------- |
| 1996 | Mejor Director                | El cartero y Pablo Neruda | Nominado  |
| 1996 | Oscar al mejor guion adaptado | El cartero y Pablo Neruda | Candidato |